# Мартено, Морис
Мори́с Мартено́ (фр. Maurice Louis Eugène Martenot; 14 октября 1898, Париж — 8 октября 1980, Клиши-ла-Гаренн) — французский музыкальный педагог и изобретатель, наиболее известный благодаря сконструированному им инструменту Волны Мартено.
С детских лет учился играть на фортепиано и виолончели, изучал гармонию и контрапункт. В 1928 году завершил работу над своим главным изобретением — электромузыкальным инструментом Волны Мартено, — и затем посвятил бо́льшую часть жизни его доработке и пропаганде. В 1931 году предпринял первое мировое турне с исполнением музыки на своём инструменте. Одновременно уже во второй половине 1920-х гг. начал работать в области музыкальной педагогики, в том числе в рамках Психофизиологического института музыкального образования, созданного Юрием Бильстином, чьи идеи оказали на Мартено заметное влияние. В 1933 году был удостоен золотой медали на конкурсе изобретений имени Луи Лепина за развивающие музыкальные игры. В 1936 году в Париже открылась Школа искусств Мартено. В 1937 году за изобретение Волн Мартено получил золотую медаль Всемирной выставки в Париже.
В послевоенные годы при участии Мартено в Парижской консерватории был открыт не только класс Волн Мартено, но и класс ритмического развития. В 1967 году вышел главный педагогический труд Мартено «Фундаментальные принципы музыкального образования» (фр. Les Principes fondamentaux d'éducation musicale), который впоследствии неоднократно переиздавался.
Офицер Ордена Почётного легиона (1975).
Старшая сестра Мартено Мадлен (1887—1982) получила пианистическое образование и вместе со своим братом руководила Школой искусств Мартено. Младшая сестра Жинет (1902—1996) стала одной из первых исполнительниц на инструменте своего брата.